# Vivendi
Vivendi SE (stilizată ca vivendi) este o companie de investiții franceză cu sediul în Paris. Ea deține în prezent în întregime Gameloft, și are un număr de investiții în numeroase companii, implicate în principal în conținut, divertisment, media și telecomunicații. În 2000, Vivendi Universal a fost creat prin fuziunea cu Groupe Canal+ și Seagram Company Ltd., proprietar al Universal Studios. Vivendi a vândut 80 % din Universal la acum-defunctul General Electric, formând ceea ce este acum NBCUniversal în 2004. În 2006, a revenit la numele de Vivendi. GE a cumpărat acțiunile de 20 % ale Vivendi în NBCUniversal în timpul achiziției celei din urmă de către Comcast. Din 2021, președintele Vivendi Yannick Bolloré este de asemenea director general al Havas, care a fost despărțit de Vivendi în 2000 dar i-a devenit o subsidiară. Compania a mai fost cunoscută și pentru acțiunile sale în Universal Music Group, care a fost parțial desprins în 2021. În 2024, Vivendi și-a desprins activele sale de non-investiții în trei companii: Canal+ (divertisment), Havas (publicitate) și Louis Hachette Group (publicație, distribuție și retail de călătorie).

## Unități de afaceri
Vivendi este proprietarul companiei de jocuri video Gameloft.

### Investiții în capitaluri proprii
- MFE (4,6 %)
- PRISA (9,9 %)
- TIM (23,75 %)
- Telefónica (1 %)
- Banijay Group (19,2 %)
- Universal Music Group (10 %)